# Ava de Ribagorça
Ava de Ribagorça (abans de 945 - després de 995), infanta de Ribagorça i comtessa consort de Castella (970-995).

## Orígens familiars
Filla del comte Ramon III de Ribagorça i la seva muller Garsenda d'Armanyac. Era neta per línia paterna del comte Bernat I de Ribagorça i la seva esposa, la infanta Toda d'Aragó, i per línia materna del comte Guillem d'Armanyac.
|  |                                    |  |  |  |  |  |  |  |  |  |  |  |  |  |  |  |
|  | 8. Ramon II de Pallars i Ribagorça |  |  |  |  |  |  |  |  |  |  |  |  |  |  |  |
|  |                                    |  |  |  |  |  |  |  |  |  |  |  |  |  |  |  |
|  |                                    |  |  |  |  |  |  |  |  |  |  |  |  |  |  |  |
|  | 4. Bernat I de Ribagorça           |  |  |  |  |  |  |  |  |  |  |  |  |  |  |  |
|  |                                    |  |  |  |  |  |  |  |  |  |  |  |  |  |  |  |
|  |                                    |  |  |  |  |  |  |  |  |  |  |  |  |  |  |  |
|  | 9. Guinegenta                      |  |  |  |  |  |  |  |  |  |  |  |  |  |  |  |
|  |                                    |  |  |  |  |  |  |  |  |  |  |  |  |  |  |  |
|  |                                    |  |  |  |  |  |  |  |  |  |  |  |  |  |  |  |
|  | 2. Ramon III de Ribagorça          |  |  |  |  |  |  |  |  |  |  |  |  |  |  |  |
|  |                                    |  |  |  |  |  |  |  |  |  |  |  |  |  |  |  |
|  |                                    |  |  |  |  |  |  |  |  |  |  |  |  |  |  |  |
|  | 10. Galí III                       |  |  |  |  |  |  |  |  |  |  |  |  |  |  |  |
|  |                                    |  |  |  |  |  |  |  |  |  |  |  |  |  |  |  |
|  |                                    |  |  |  |  |  |  |  |  |  |  |  |  |  |  |  |
|  | 5. Toda d'Aragó                    |  |  |  |  |  |  |  |  |  |  |  |  |  |  |  |
|  |                                    |  |  |  |  |  |  |  |  |  |  |  |  |  |  |  |
|  |                                    |  |  |  |  |  |  |  |  |  |  |  |  |  |  |  |
|  | 11. Acibel·la de Gascunya          |  |  |  |  |  |  |  |  |  |  |  |  |  |  |  |
|  |                                    |  |  |  |  |  |  |  |  |  |  |  |  |  |  |  |
|  |                                    |  |  |  |  |  |  |  |  |  |  |  |  |  |  |  |
|  | 1. Ava de Ribagorça                |  |  |  |  |  |  |  |  |  |  |  |  |  |  |  |
|  |                                    |  |  |  |  |  |  |  |  |  |  |  |  |  |  |  |
|  |                                    |  |  |  |  |  |  |  |  |  |  |  |  |  |  |  |
|  | 6. Guillem d'Armanyac              |  |  |  |  |  |  |  |  |  |  |  |  |  |  |  |
|  |                                    |  |  |  |  |  |  |  |  |  |  |  |  |  |  |  |
|  |                                    |  |  |  |  |  |  |  |  |  |  |  |  |  |  |  |
|  | 3. Garsenda d'Armanyac             |  |  |  |  |  |  |  |  |  |  |  |  |  |  |  |
|  |                                    |  |  |  |  |  |  |  |  |  |  |  |  |  |  |  |
|  |                                    |  |  |  |  |  |  |  |  |  |  |  |  |  |  |  |
|  | 7. ?                               |  |  |  |  |  |  |  |  |  |  |  |  |  |  |  |
|  |                                    |  |  |  |  |  |  |  |  |  |  |  |  |  |  |  |
|  |                                    |  |  |  |  |  |  |  |  |  |  |  |  |  |  |  |

Va rebre del seu pare, espases, llorigues i frens de cavall, molts d'ells d'or i argent, com a dot, per casar-se abans de l'any 970 amb García Fernández, comte de Castella (970-995), conegut com el de les formosas manos. Tots aquest objectes preciosos, procedents del tresor del monestir de Santa Maria d'Ovarra, els havia obtingut el comte de Ribagorça a canvi de tres vil·les.

## Núpcies i descendents
Vers el 960 es casà amb l'infant de Castella i futur comte Garcia I de Castella, fill del comte de Castella Ferran González i la seva primera muller, Sança de Pamplona. D'aquest matrimoni tingueren:
- l'infant Sanç I Garcia de Castella (965-1017), comte de Castella
- l'infant Gonçal Garcia de Castella
- la infanta Major de Castella, (?-1035), casada amb Ramon IV de Pallars Jussà
- la infanta Urraca de Castella (?-1039)
- la infanta Elvira de Castella (?-1017), casada el 991 amb Beremund II de Lleó
- la infanta Toda de Castella (?-1031)
- la infanta Ònega de Castella, casada el 995 amb Almansor i el 1045 abadessa de San Salvador de Oña

A més a més, Ava també es feu càrrec de l'educació del seu nebot Guillem de Ribagorça, fil del comte Isern de Ribagorça, el qual va residir a la cort comtal castellana fins que va ser cridat per la seva tia Tota de Ribagorça per succeir-la en el comtat de Ribagorça.

## Donacions d'Ava
Ava és present en nombroses donacions a monestirs del comtat de Castella, al costat del seu marit. Són nombroses les donacions a San Pedro de Cardeña, monestir en el qual el comte García Fernández i la seva muller Ava van establir el seu panteó, però també destaquen les donacions a Covarrubias, principalment amb la creació de l'infantado destinat a la seva filla Urraca.

## Les llegendes d'Ava
Ava va ser objecte d'un important nombre de llegendes i de notícies malintencionades que associaven la seva persona a les revoltes que sacsejaven el comtat de Castella durant els anys de regnat de García Fernández. Una d'elles, coneguda com la llegenda de la comtessa traïdora, acusava Ava d'haver traït el seu marit, després d'haver estat seduïda per Almansor.
Aquesta història posava en relleu el fet que Ava era una princesa estrangera i també les desgraciades circumstàncies en què va morir García Fernández, el qual va morir en mans dels musulmans, després d'haver estat ferit i capturat en una ràtzia l'any 995. De fet, són aquests mateixos relats els que acusen Ava d'haver instigat l'aixecament del seu fill Sancho contra el seu pare i comte de Castella.

## La data de la mort
Es desconeix la data de la mort de la comtessa Ava. De fet, la darrera notícia documentada que es disposa d'aquesta és de l'any 988, però si hem de fer cas a allò que ens diuen les cròniques, Ava morí poc temps després de la mort de García Fernández, obligada a beure el verí que havia preparat per matar el seu propi fill, Sancho, i poder-se casar així, sense cap impediment, amb Almansor.
En definitiva, es pot dir que totes aquestes controvèrsies al voltant de la figura d'Ava de Ribagorça són només el xoc entre dues concepcions: una més bel·licista, opció que encarnava el seu marit García Fernández, en constant enfrontament amb els musulmans per tal de reforçar la seva autoritat en la zona de la frontera, i una altra més pacifista, en la qual es devia posicionar Ava, juntament amb altres persones del seu entorn, cansades de tanta lluita i més favorables a signar la pau.